# Запиваловы (Шабалинский район)
 Запиваловы  — опустевшая деревня в Шабалинском районе Кировской области. Входит в состав Черновского сельского поселения.

## География
Расположена на расстоянии примерно 25 км по прямой на север-северо-восток от райцентра поселка Ленинского.

## История
Известна с 1873 года как починок Иловской (Запиваловы), где дворов 10 и жителей 82, в 1905 (Пловское или Плосский, Запиваловы) 25 и 101, в 1926 году ( деревня Запиваловы или Плоское) 37 и 250, в 1950 44 и 142, в 1989 5 жителей. Работал колхоз им. Кирова.

## Население
Постоянное население не было учтено как в 2002 году, так и в 2010.